# سیتادل ال‌ال‌سی
سیتادل (انگلیسی: Citadel LLC) شرکت خدمات مالی آمریکایی است، که در سال ۱۹۹۰ تأسیس شد.